# 1531 Hartmut
Az 1531 Hartmut (ideiglenes jelöléssel 1938 SH) a Naprendszer kisbolygóövében található aszteroida. Alfred Bohrmann fedezte fel 1938. szeptember 17-én, Heidelbergben.